# Anatolyj Ewtuschenko

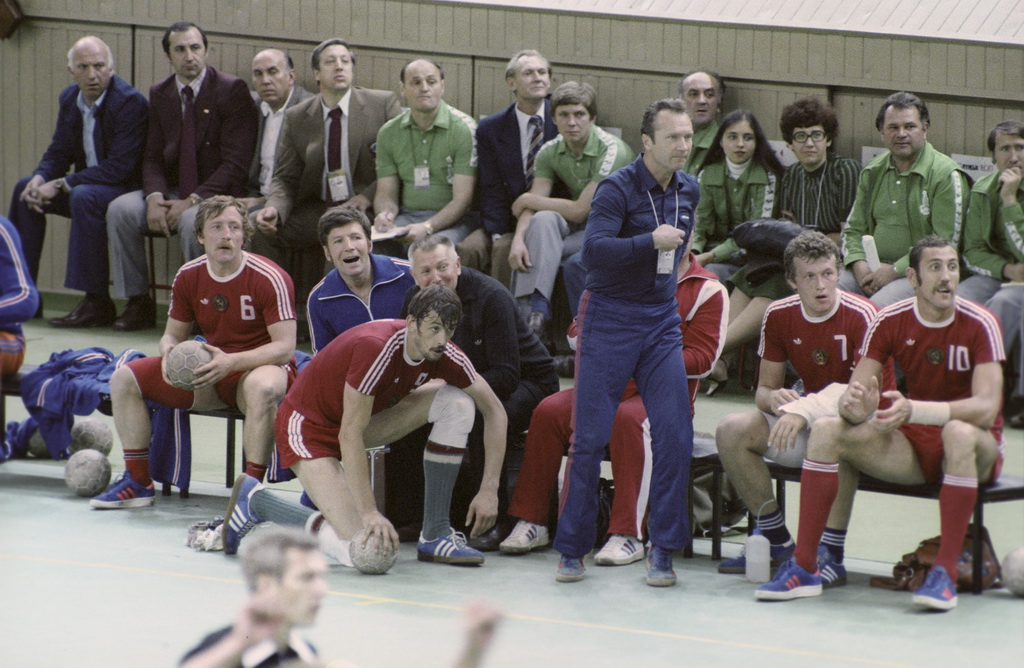
Anatolyj Ewtuschenko (stehend) bei den Olympischen Spielen 1980 in Moskau

Anatolyj Nykolaewytsch Ewtuschenko (ukrainisch Анатолий Николаевич Евтушенко, wiss. Transliteration Anatolyj Nykolaevyč Evtušenko, russisch Анатолий Николаевич Евтушенко Anatoli Nikolajewitsch Jewtuschenko; * 1. September 1934 in Gorlowka) ist ein russischer Handballtrainer.
Ewtuschenko gewann als Trainer der sowjetischen Handballnationalmannschaft der Männer bei den Olympischen Sommerspielen 1976 und 1988 jeweils die Goldmedaille sowie 1980 die Silbermedaille. Ferner wurde er mit der Sowjetunion 1982 Weltmeister und belegte mit ihr bei der Weltmeisterschaft 1978 und der Weltmeisterschaft 1990 jeweils den zweiten Platz. Auf Vereinsebene trainierte er den ZSKA Moskau und wurde er vielfacher sowjetischer Meister.
Nach dem Fall des Eisernen Vorhangs Anfang der 1990er Jahre wurde Ewtuschenko Trainer beim damaligen Handball-Bundesligisten TSV Milbertshofen in Deutschland, wo er einen Vertrag bis zum 30. Juni 1994 besaß. Dort wurde er jedoch nach internen Differenzen im Dezember 1992 durch Klaus Voik ersetzt und war seither nur noch mit den Aufgaben eines Sportdirektors betraut.
Anschließend führte sein Weg ihn nach Kuwait. Mit dem dortigen Nationalteam gewann er 1995 die Asienmeisterschaft und qualifizierte sich für die Olympischen Spiele im darauffolgenden Jahr.
Später erfolgte noch ein durch Gunnar Prokop veranlasstes, weniger erfolgreiches Engagement im Damen-Handball, als er in Österreich sowohl den Verein Hypo Niederösterreich als auch die Nationalmannschaft der Austria betreute. Heute arbeitet er im Nachwuchsbereich des Wiener Handballclubs Fivers Margareten.